# NGC 2960
NGC 2960 је спирална галаксија у сазвежђу Хидра која се налази на NGC листи објеката дубоког неба.
Деклинација објекта је + 3° 34' 38" а ректасцензија 9h 40m 36,5s. Привидна величина (магнитуда) објекта NGC 2960 износи 12,5 а фотографска магнитуда 13,4. NGC 2960 је још познат и под ознакама UGC 5159, MCG 1-25-9, MK 1419, IRAS 09380+0348, KARA 359, CGCG 35-26, PGC 27619.